# マグネティックセイル

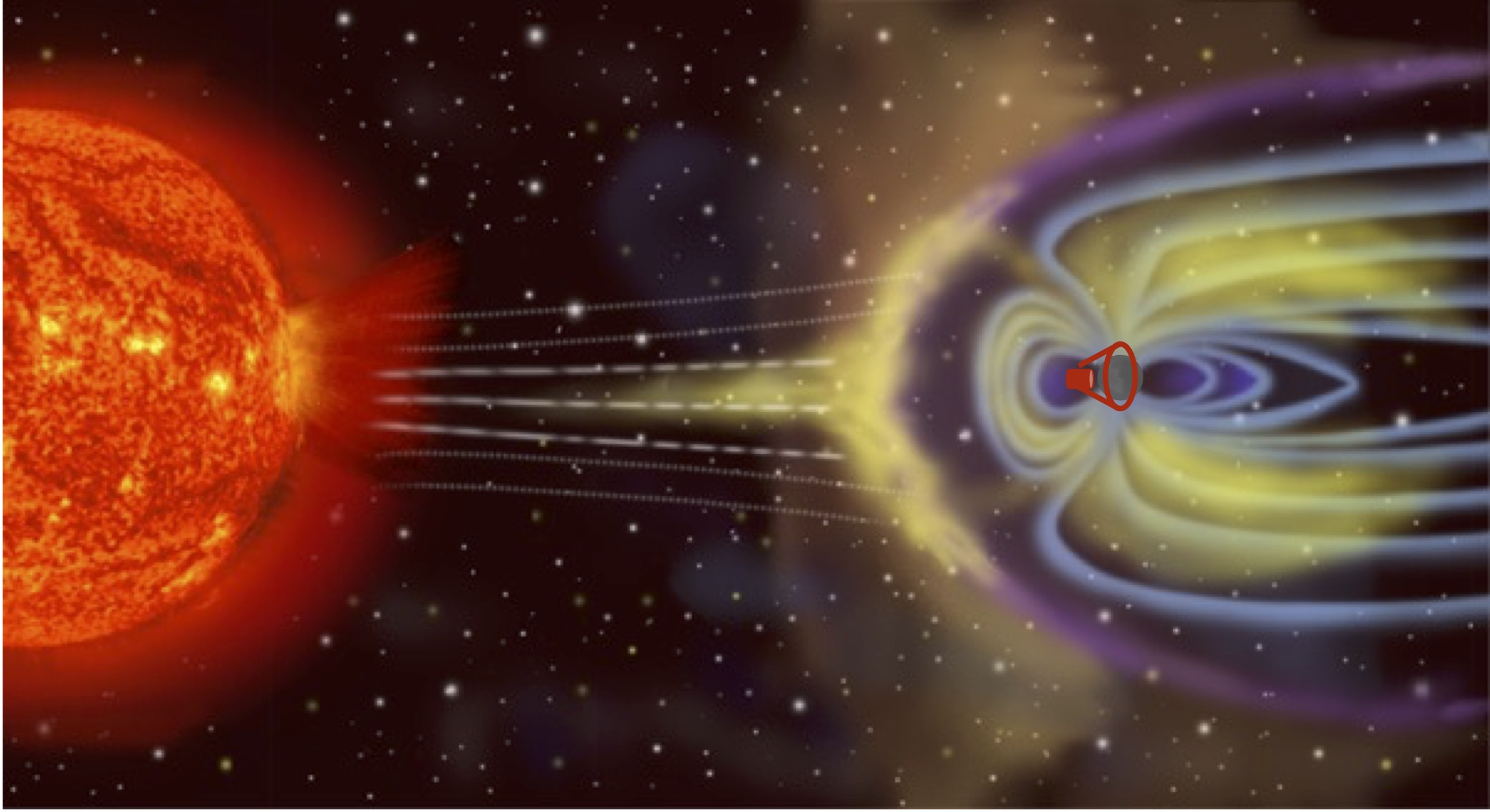
太陽風が磁気帆宇宙船に推力を与えるイメージ

マグネティックセイル (magnetic sail) とは、提案されている宇宙船の推進方法の一つ。マグセイル (magsail) とも呼ばれ、磁気帆や磁気セイルと訳されることもある。宇宙船は磁場を生成するため超伝導ワイヤの大きな輪と、おそらく操舵または荷電粒子からの放射線の危険を下げるための補助の輪を展開する。計算上、超伝導のマグネティックセイルは質量に対する推力の割合がソーラーセイルよりも良いため、魅力的な推進技術だと考えられている。

## 原理と設計
陽子や電子などの荷電粒子が、磁場を磁力線に垂直に通過して移動すると、力が生じる（電磁誘導、フレミングの法則）。太陽からの太陽風は地球近傍で1m3辺り数百万の陽子や電子を含んでいる。陽子は太陽から400～600km/sの速度で噴出し、移動している。マグネティックセイルではこれらの粒子により加速して、推力を得ることができる。

### 推進
マグネティックセイルは、太陽から放射される光子の圧力を使うソーラーセイルとよく似ている。太陽風の粒子は光子と違い質量を持っているが、運動量は太陽光の方が太陽風より数千倍も大きい。それに比例して、マグネティックセイルは同等のソーラーセイルに比べてはるかに大きな領域の太陽風を受ける必要がある。しかし、太陽風は磁場で受けられるため物理的な帆は必要でなく、磁場を生成するための超伝導の輪と電源のみですむためソーラーセイルよりも軽く作ることができる可能性がある。また、マグネティックセイルは惑星や太陽の磁気圏から直接推進力を得ることもできる。これはソーラーセイルにはまねできない芸当である。

### 格納
マグネティックセイルでは、宇宙船が帆を使わないときは、それを巻きつけてしまうことができると考えられている。それは超伝導ワイヤのリールのようなものかもしれない。展開するときは輪に電流が流され、それにより発生する磁場によって輪は自動的に円形に広がる。ワイヤは超伝導体で作られており、航行中に磁界の強度を変えることはないため、それ以上のエネルギーは必要ない。

### 低磁界
マグネティックセイルは、だいたい0.00001T（10µT、地球赤道付近の磁場の1/3程度）の低磁界で動作するため、ケーブルは弱いもので十分である。惑星の磁気圏やプラズマ風の中でのマグネティックセイルは、低電流で、大きく弱い磁場であるほうが効率的である。その結果、より細く、より軽いケーブルで大きな半径の輪が望ましいということになる。
この特性を利用する方法の一つは、ワイヤによる輪の代わりに電気的に励起されたプラズマによる輪を使うことかもしれない。この方法はミニ磁気圏プラズマ推進 (M2P2) やマグネティックプラズマセイル (MPS) 等と呼ばれている。

## ミニ磁気圏プラズマ推進 (M2P2) とマグネティックプラズマセイル (MPS)
純粋なマグネティックセイルでは、広範囲に磁界を展開させる必要からより大きなコイルが必要となる。一方で、磁界は内部にプラズマを吹き込むと大きく膨らむという性質があり（磁気インフレーション）、これを利用すれば比較的小さなコイルで大きなマグネティックセイルと同程度の推力を得ることができる。
この磁気インフレーションを利用したミニ磁気圏プラズマ推進 (M2P2) はWinglee博士により提案され、ワシントン大学とNASAにおいて実験的な研究が進められていた。しかしその後、マーシャル宇宙飛行センターのKhazanovが、M2P2の理論モデルについて誤りを指摘した。簡単に言えば、「薄く広範囲に磁気インフレーションされたセイルは、太陽風を受け止めることが出来ない、スカスカの状態」にしかならないという主張であり、2003年以降、M2P2の研究はストップした。Winglee博士はM2P2にMHD（磁気流体力学）モデルを導入していたのだが、M2P2の磁場レベルではより粒子的なモデルを構築する必要があり、Khazanovの構築したハイブリッドの数値モデルではM2P2が有効な推力を発生することを見出せなかった。
同時期に、JAXA内でM2P2をより詳細に解析、工学的に実現するという目的でマグネティックプラズマセイル (MPS) の研究が開始された。MPSは現在ハイブリッド･モデルによる解析とともに、真空チャンバ内で小型の実機を作成して、実験を行っている。

## 環境に応じた動作

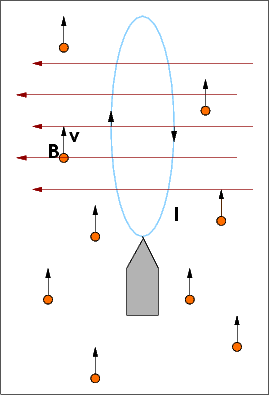
荷電粒子の風の中のマグネティックセイル。セイルは磁場（赤い矢印）を生成し、図の下からの粒子を受ける。セイルには図の中方向への力が働く。

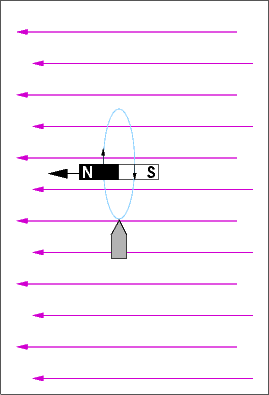
磁場（紫の矢印）の中のマグネティックセイル。セイルは自分の磁場（小さな棒磁石の絵）を生成する。周囲を取り巻く磁場は、他の普通の磁石のようにマグネティックセイルを引っ張る。セイルには左側への力が働く。

### プラズマ風
惑星の磁気圏を離れて動作するとき、マグネティックセイルは太陽風からの正電荷の陽子が通過するときに曲がることで、その力を受ける。陽子の運動量の変化は磁場を動かし、したがって界磁コイルも動く。
ソーラーセイルと同じく、マグネティックセイルも風上に向かって進む（間切り航法）ことができる。マグネティックセイルを太陽風に相対的な角度に向けると、荷電粒子はマグネティックセイルの片側が優先的に受けることになり、横に押される。これはマグネティックセイルがほとんどの軌道で巧みに動けることを意味している。
プラズマ風を利用する場合、マグネティックセイルの能力は太陽からの距離の二乗に応じて低下する。また、太陽の天気はセイルに大きな影響を持っている。猛烈な太陽フレアによるプラズマの大量発生は、脆弱な帆に重大なダメージを与える可能性がある。
マグネティックセイルに対する良くある誤解として、それはプラズマの速度を超えることができない、というものがあるが誤りである。マグネティックセイルの速度が増加するにつれ、加速は効率的な間切りによるものになる。高速では、プラズマ風はますます宇宙船の正面からやって来るよう見えるようになるだろう。発展した航海を行う宇宙船では、竜骨となる界磁コイルを展開し、航行ヨットがするように、太陽の磁場と太陽風の間の速度の違いを利用するかもしれない。

### 惑星の磁気圏
惑星の磁気圏の中では、マグネティックセイルは惑星の磁場を利用して、特に惑星の磁極を通過する軌道で、推進することができる。
惑星の磁気圏の中でのマグネティックセイルの航行はプラズマ風の中よりも限定される。セイルは磁極へ引き付けられるか、反発することしかできない。
マグネティックセイルの磁場が磁気圏と反対方向に向けられた場合、近い磁極への内向きの力を受ける。磁気圏と同じ方向に向けられた場合、反発して逆の影響を受けることになる。重要な点だが、マグネティックセイルは磁気圏と同じ方向を向いているときに安定ではなく、何らかの方法によりそれ自身で逆の方向に反転して防がなければならないだろう。
マグネティックセイルの推力は、惑星内部の磁気ダイナモからの距離の4乗により減少していく磁気圏により決定される。
惑星の磁気圏では可能な操作は制限されるものの、セイルは十分役に立つ。軌道上でマグネティックセイルの磁場の強さを変化させ、"近地点キック"を行うことで、より高い遠地点の軌道に上がることができる。
軌道ごとにこの過程を繰り返すことで、マグネティックセイルが惑星の磁気圏を離れ、有効な太陽風を捉えられるようになるまで、セイルの遠地点をより高い位置に動かし続けることができる。目的地の惑星に到着したときは、同じくこれと逆の過程で、遠地点を下げるか円軌道に変えることができる。
理論上、マグネティックセイルを直接惑星の磁極近くの表面から、惑星の磁場により弾いて打ち上げることは可能である。しかし、マグネティックセイルは"不安定な"方向を維持する必要がある。地球からの打ち上げでは、よく知られている高温超伝導体の80倍の電流密度を持つ超伝導体を必要とする。

### 恒星間旅行
恒星間の宇宙空間は僅かな量の水素を含んでいる。高速で移動するセイルは、水素中の電子と陽子を逆方向に加速して引き裂くことによりこれをイオン化する。イオン化とサイクロトロン放射によるエネルギーは、宇宙船の運動エネルギーから消費され、宇宙船を遅くすると考えられる。
恒星のヘリオポーズの外側の恒星間航行では、マグネティックセイルはパラシュートのように、宇宙船を減速させることができる。これにより、恒星間旅行の半分を占める減速のために推進剤を積む必要がなくなり、旅にとって大きな利益となるだろう。マグネティックセイルに関連した考えとして、加速と同規模のエネルギーを必要とする"減速"のため、巨大な磁場を展開して、星間物質の抵抗を宇宙船のブレーキとして利用しようというアイデアも提案されている。マグネティックセイルは1985年にロバート・ズブリンとダナ・アンドリュースによって、磁場で星間物質を集めるバザード・ラムジェットの概念から発展して、他の使用法より前に、この目的で提案された。しかし、ラムジェットへの星間物質による抗力は、それにより得られる推進力より遥かに大きかった。
またマグネティックセイルでは、高エネルギーの加速器から宇宙船に向けて荷電粒子ビームを発射することで、ビーム推進を使うこともできる。セイルはこのビームにより、大きな運動量を受け取るだろう。これにより、レーザーによるソーラーセイルよりも遥かに高い加速を提供できると考えられるが、荷電粒子ビームはレーザーよりも短距離で拡散してしまうだろう。